# Bremer Piñango
Bremer Alfredo Piñango (Caracas, Venezuela, 17 de mayo de 1982) es un futbolista venezolano, juega de volante y su actual equipo es el Real Esppor Club de la Primera División de Venezuela.

## Participación en la Copa Libertadores
- Jugó la Copa Libertadores de 2008 con Caracas FC en la que jugó 6 partidos sin goles
- Jugó la Copa Libertadores de 2009 con Caracas FC en la que jugó 5 partidos sin goles.
- Jugó la Copa Libertadores de 2010 con Caracas FC en la que jugó 1 partido sin goles.

## Palmarés
| Título                   | Club       | País      | Año       |
| ------------------------ | ---------- | --------- | --------- |
| Campeón 1.ª División FVF | Caracas FC | Venezuela | 2008-2009 |
| Copa Venezuela           | Caracas FC | Venezuela | 2009      |
| Liga venezolana          | Caracas FC | Venezuela | 2009-2010 |

- Datos: Q5733615